# Сандинистки фронт за национално освобождение
Сандинисткият фронт за национално освобождение (на испански: Frente Sandinista de Liberación Nacional) е лява християнсоциалистическа политическа партия в Никарагуа.
Названието на партията произхожда от името на никарагуанския революционер от 1920-1930 години Аугусто Сесар Сандино, водил никарагуанската съпротива срещу окупацията от САЩ на Никарагуа през 1930 г. Партията е основана през 1961 година и е сред активните противници на режима на фамилията Сомоса.
След неговото падане през 1979 година Сандинисткият фронт за национално освобождение постепенно овладява държавните институции и установява подкрепяна от Съветския съюз и Куба диктатура начело с Даниел Ортега. Продължителната гражданска война и икономическия колапс на страната принуждават правителството да предприеме стъпки към либерализация в края на 80-те години. През 1990 година са проведени свободни избори и сандинистите преминават в опозиция.
След поредица от тежки корупционни скандали сред десницата, през 2007 година Ортега отново става президент и управлява в коалиция с дясноцентристката Конституционна либерална партия. През 2011 година партията печели общите избори с голямо мнозинство – Ортега е преизбран за президент, а сандинистите получават 61% от гласовете на парламентарните избори.